# Bettancourt-la-Ferrée
Bettancourt-la-Ferrée ist eine französische Gemeinde mit 1797 Einwohnern (Stand: 1. Januar 2022) im Département Haute-Marne in der Region Grand Est. Sie gehört zum Arrondissement Saint-Dizier und ist Mitglied im Gemeindeverband Communauté d’agglomération du Grand Saint-Dizier, Der et Vallées. Die Bewohner werden Bettancourtois und Bettancourtoises genannt.

## Geographie
Die Gemeinde liegt nur zweieinhalb Kilometer nordöstlich des Stadtzentrums von Saint-Dizier. Der kleine Fluss Ornel, ein Zufluss der Marne, fließt durch die Gemeinde.

## Bevölkerungsentwicklung
| Jahr      | 1962 | 1968 | 1975 | 1982 | 1990 | 1999 | 2008 | 2018 |
| --------- | ---- | ---- | ---- | ---- | ---- | ---- | ---- | ---- |
| Einwohner | 0729 | 1113 | 1843 | 2295 | 2286 | 2041 | 1853 | 1787 |